# ミスター高橋
ミスター高橋（ミスターたかはし、1941年1月24日 - ）は、日本の作家、小説家、元新日本プロレスのレフェリー、マッチメイカー。本名は高橋 輝男（たかはし てるお）。ニックネームは「ピーター」。
『流血の魔術 最強の演技  すべてのプロレスはショーである』の著者。

## 人物・経歴
1941年1月24日、神奈川県横浜市に生まれる。元プロレスラーである山本小鉄とは幼馴染。柔道三段。パワーリフティングヘビー級初代日本選手権者。
1963年、プロレスラーへ転向。山口利夫一派としてアジア各地を転戦する。
1972年12月、新日本プロレスに入社。以来25年余にわたりメインレフェリーとしてアントニオ猪木らの試合を2万以上裁き、審判部長・マッチメイカーも務める。また、NWA公認レフェリーの経験を持つ。新日本プロレスに招聘される外国人レスラーの世話係も担当した。レフェリー在任中、『月刊デラックスプロレス』にてプロレスラーのリング外エピソードを題材とした「陽気な裸のギャングたち」を連載。数々の外国人レスラーの陽気な素顔を紹介した。
『ワールドプロレスリング』の放送がゴールデンタイムだったころは、自身がタイムキーパーを担っていた。これは、プロレスがショーであることを一部の関係者以外に悟らせないためである。高橋によって試合時間が調整され、あえて放送時間内に収まらない演出をすることで、予定調和ではない”本物”の試合であることを示唆する目的があった（すべての試合が放送時間内に収まる回もある）。こうした”時間調整”の演出は、番組プロデューサーである栗山満男にすら明かしていなかった。
新間寿による「ミスター高橋は、大事な試合はまるで任せて貰えなかったね」との発言がある。しかし、新間が例として挙げた試合は、ほとんどが他流試合（ストロング小林・大木金太郎戦など）もしくは異種格闘技戦（ウィレム・ルスカ・モハメド・アリ戦など）で、新日本所属レフェリーだった高橋が裁く道理がないものばかりである。ただし、この件については宮戸優光の「高橋さんがレフェリーとして認められていなかった証明かと」いう発言もある。実際、NWF・IWGPのタイトルマッチなど、新日本による通常興行での大勝負はほぼ高橋が裁いている。
平成に入ると、長州力の信任を受けたタイガー服部にメインレフェリーの座を譲り、1998年にレフェリーを引退。その後は東放学園高等専修学校の体育講師となる。
2000年前後からプロレス界の裏話をまとめた本を執筆。第一作となる『プロレス 至近距離の真実』では、周知された有名レスラーたちの素顔や意外な一面、著者自身の経験談などを綴った。
次作『流血の魔術 最強の演技 すべてのプロレスはショーである』にて、一般には知られていないプロレス界の裏舞台を赤裸々に記した。同書は暴露本とされることがあるが、高橋本人は否定し「プロレス界への提言」だとした。
ほかに、プロレスの裏側を題材とした小説『東京デンジャラスボーイ』シリーズなどを執筆。また、別冊宝島のプロレスムック本に掲載された原田久仁信の劇画へ原作を提供している。
2008年11月1日、新日本プロレスのリングドクターである林督元が主催する「ドクター林リサイタル」に出演。『流血の魔術 最強の演技 全てのプロレスはショーである』執筆後、公の場では初めて新日本プロレス関係者と競演している。

## レスラーの人物についての談話
- 高橋は「ブルーザー・ブロディにとってプロレスはギャラを稼ぐ手段以上の何かであったはずである」と漠然とだが、ブロディのプライドの高さについて評している[6]。
- ローラン・ボックについて、技を受けるのが下手な「しょっぱいレスラー」と評した[7]。
- トニー・セント・クレアーは、アントニオ猪木の延髄切りを受けたら右に出る者はいないレスラーであったという[8]。
  - 人権意識の薄い時代背景もあるが、1980年代のハルク・ホーガンは「ニガー」など黒人差別用語を日常的に使用していたという[9]。
- ドン荒川による「トンパチ伝説」の多くが演技であったと語っている[10]。
- 山本小鉄のパブリックイメージは「鬼軍曹」「頑固親父」だが、実際の彼は堅物ではなく酒・競馬・バラエティー番組への出演などを好んだという[11]。
- 「日本プロレス最強の男は誰か?」という議論において、大坪清隆（日本プロレスが存在した当時）とされることがしばしばあったが、高橋は「最強だったかどうかは分からない」という立場を示している[12]。

### アンドレ・ザ・ジャイアントについての談話
- スターはファンと近づき過ぎてはならないという哲学から、ファンサービスを好まなかったと語っている[13]。
- 「巨体の家系であり家族は全員2m以上の身長がある」というのは虚説であり、実際は隔世遺伝と推測されるホルモン異常が原因であったと伝えている[14]。
- 高橋によれば、酒量はバスによる移動中ならば瓶ビール40本程度、全盛期の食事量は3～4人前とのこと[15]。

### アントニオ猪木についての談話
- 猪木とモハメド・アリの間に真の友情はなく、あくまでビジネスにおける演出であった、と高橋は主張している。そればかりか、アリは猪木対アリ戦を厄介事として、できるだけ距離を置いたという[16]。
- 猪木が認め評価していたのは藤波辰爾ではなく長州力だと語っている[17]。

## 評価・反応
高橋の著書『流血の魔術 最強の演技 すべてのプロレスはショーである』は、プロレス関連本としては異例の20万部弱というベストセラーを記録。版元の講談社が出稿した書籍広告もあいまって、日本のプロレス業界・マスコミ・ファンへ大きな衝撃を与えた。これが一因となりプロレス業界は凋落し、プロレス専門誌も売り上げを落としたという見方がある。
出版の動機は、「警備会社を作り、引退したレスラーの受け皿とする。新日本が全面的にバックアップする」とのことで高橋は退社したが、その申合を反故にされた恨みであるとしている。ただし、高橋本人はこれを否定した。また、気心の知れたレスラーに「私の本に対して反論しないか？一般誌上で論戦を繰り広げる。そうすれば私の本ももっと売れるし、君の業界での評価も上がる」という話を持ちかけている。これは、『週刊ゴング』編集長・金澤克彦により同誌にて記載された。新間寿は「高橋に何度も『公開討論会をやろう』と言っているのに返事をよこさないんだよね」と発言している。
同書について、当時の各団体・プロレスマスコミは軒並み黙殺している。
高橋によれば、「暴露本の出版をちらつかせた高橋が新日本プロレスに対し恐喝しようとした」などの中傷の流布があったという。そのほか、すでに引退したレスラーからの電話で「死ね、この野郎！」と恫喝されている。それ以外に直接的な脅迫・恫喝・嫌がらせ行為はほぼ受けなかったと語っている。別件にて自動車を損壊（おそらく蹴りによるもの）させられているが、著書との関係は不明。
新日本プロレスでは、同書の話題がのぼると長州力が激怒したという。アントニオ猪木は「高橋が喰うためにやったんだから、放っておけばいいさ」と取り合わない姿勢を示した。しかし、新日本プロレス内部には、同書に対するノーコメント対応を促す通達が出された。多くのプロレスマスコミが黙殺するなか『紙のプロレス』は同書を取り上げ高橋にインタビューを敢行。しかし、それが原因でプロレスリング・ノアは同誌からの取材を拒否している。
プロレス業界から距離を置いていた新間寿やターザン山本は、同書に対し一時期頻繁に批判・反論を行ったが、山本による反論本の売上は芳しくなかった。
当時の『週刊ゴング』は真正面からこの騒動に言及しなかったが、同誌編集長を退いたのちの金澤克彦は、アダルトビデオのモザイクを比喩して「疑似本番であることを明かすのは無粋であり、営業妨害である」と批判。あわせて『週刊ゴング』が高橋本を黙殺せず戦うべきだったと考えを改めている。一方『週刊ファイト』は、反論したところで藪蛇だとし黙殺を選んだが『週刊ゴング』同様、部数は激減していった。
『週刊ファイト』の元編集長である井上義啓は、新日本プロレスに在籍した高橋が内幕を明かすことを問題視しながらも、安直なプロレスにくさびを打ち込むものとして、その内容は評価した。竹内宏介は『週刊ゴング』にて、かつてアメリカのレフェリーだったレッドシューズ・ドゥーガンを引き合いに出し「彼はたとえ潰れた団体であっても、決して軽々しく企業秘密を明かしたりしなかった。そういう口の堅い点も彼が名レフェリーと謳われた一因である。私が誰に何を言いたいのか、賢明な読者の方には分かって貰えると思う」と発言している。
新日本プロレス元フロントである永島勝司は、高橋の行為を背信とみなしその主張をでたらめ・推測であると下した。高橋との対談をでは、プロレスを八百長と暴露したことは許せないと糾弾している。
高橋の幼馴染である山本小鉄は「リングの魂を金に替えた奴だから、友人とは思いたくないよ」と発言した。
同書へは引退したプロレスラーからもいくつか反応があった。キラー・カーンは自身に関する記述を嘘であるとした。さらに、出版の動機が新日本プロレスへの恨みではないとする高橋の主張には、かつて自分の店で新日本プロレスへの悪口を言ったとしてこれも否定した。ストロング小林は、内容の真偽については保留したが、恨みが動機という点ではカーンに同調している。小畑千代は、内容について反論せず、新日本プロレスで長年仕事をした人が内情を明かしたことは倫理観がないとして不快感を示した。

## 著書
- 『ミスター高橋のプロレスラー陽気な裸のギャングたち』（ベースボール・マガジン社、1983年）ISBN 4583023049
- 『幽霊軍団にギブアップ : オカルトにフォール負けした陽気な裸のギャングたち』（ベースボール・マガジン社、1984年）ISBN 4583024274
- 『プロレスラーになる方法 : 絶対に役に立つ決定版』（ベースボール・マガジン社、1994年）ISBN 4583031017
- 富家孝と共著『チューブ・ダイエット : 1日15分できれいにやせる!』（ベストセラーズ、1996年）ISBN 4584009910
- 『プロレスラーをめざして夢を勝ちとる方法』（三一書房、1998年）ISBN 4380982041
- 『プロレス、至近距離の真実 : レフェリーだけが知っている表と裏』（講談社、1998年）ISBN 4062094878
- 『悪役レスラーのやさしい素顔』（双葉社、2015年）ISBN 4575308420
- 『新日本プロレス10大事件の真相』（宝島社、2015年）ISBN 4800239885
- 『流血の魔術 最強の演技 すべてのプロレスはショーである』（講談社、2001年）ISBN 406211075X ISBN 4062567369（講談社+α文庫）
- 『ミセスのチューブ貯筋体操』（らくだ出版、2001年）ISBN 4897773687
- 『マッチメイカー : プロレスはエンターティメントだから面白い』（ゼニスプラニング、2002年）ISBN 4915939294
- 『プロレス聖書 : キング・オブ・エンターテイメント（ゼニスプラニング、2003年）ISBN 4915939367
- 『プロレス影の仕掛人 : レスラーの生かし方と殺し方』（講談社、2004年）ISBN 4062568136 「マッチメイカー」の改題
- 『プロレスラー「肉体」の真実』（宝島社、2007年）ISBN 9784796656405
- 『新日本プロレス黄金時代「伝説の40番」完全解明』（宝島社、2008年）ISBN 9784796665216 ISBN 9784796670494 （宝島sugoi文庫）
- 『流血の魔術 : プロレスは誇るべきエンターテインメント』（講談社、2010年）ISBN 9784062165167
- 『知らなきゃよかった プロレス界の残念な伝説』（宝島社、2018年） ISBN 9784800289216

小説
- 『東京デンジャラス・ボーイ〈Vol.1〉反逆のセメントマッチ』（ゼニスプラニング、2004年）ISBN 9784915939372

ISBN 4062569337（講談社+α文庫）
- 『ダブルクロス ：東京デンジャラス・ボーイ〈Vol.2〉』 （講談社、2005年）ISBN 4062569418
- 『カミングアウト ：東京デンジャラス・ボーイ〈Vol.3〉』（講談社、2005年）ISBN 4062569507
- 『S20.3.10』（TEMMA BOOKS、2023年）ISBN 9784911105092

漫画原作
- 落合裕介『太陽のドロップキックと月のスープレックス. v.1』（講談社、2004年）ISBN 4063289516
- 落合裕介『太陽のドロップキックと月のスープレックス. v.2』（講談社、2004年）ISBN 4063289745
- 落合裕介『太陽のドロップキックと月のスープレックス. v.3』（講談社、2004年）ISBN 406328994X